# Бувье, Пьер
Пьер Шарль Бувье (фр. Pierre Charles Bouvier, род. 9 мая 1979 года) — франкоканадский музыкант, более известен как вокалист поп-панк-группы Simple Plan.

## Детство
Родителями певца являются Реаль и Луиза Бувье. У него есть два старших брата, Джей и Джонатан. Пьер учился в районе Пьерфон, Квебек вместе с Джеффом Стинко, Себастьеном Лефевром, Чаком Комо. До участия в группе Бувье работал посудомойщиком в Монреале.
В возрасте 13 лет он со своим лучшим другом Чаком Комо основал панк-рок-группу Reset, в которой он был бас-гитаристом и вокалистом.

## Личная жизнь
Женат на Лаккель Фаррар (Бувье). Неизвестна точная дата и место проведения свадьбы. Пьер сделал Лаккель предложение в районе 2012—2013, но в отношениях они были довольно долгое время, их совместные фото появились в сети ещё в 2004 году. Как утверждает Пьер, они знакомы «буквально всю жизнь». От брака у пары имеется две дочери, Леннон-Роуз и Сорен Бувье, точная дата рождения которых также неизвестна, по немногочисленным фото в интернете обе похожи на Пьера внешне, особенно формой носа и глаз.

## Линия одежды
Пьер является владельцем Role Model Clothing вместе с Чаком Комо и Патриком Ланглуа. На данный момент линия одежды закрыта, но продукцию, в частности футболки, все ещё можно приобрести на Ebay.

## Фильмография
| Год  | Название                  | Роль                | Примечание     |
| ---- | ------------------------- | ------------------- | -------------- |
|      | Что новенького, Скуби-Ду? | Самого себя (голос) | 56 серия       |
| 2003 | The New Tom Green Show    | Самого себя         | 1 серия        |
| 2003 | A Big Package for You     | Самого себя         |                |
| 2004 | Мгновения Нью-Йорка       | Самого себя         |                |
| 2005 | Damage Control            | Самого себя         | Ведущий        |
| 2011 | Canada Sings              | Самого себя         | Звездный судья |

## Дискография

### В группе Reset
- No Worries (1997)
- No Limits (1999)

### В группе Simple Plan
- No Pads, No Helmets... Just Balls (2002)
- Still Not Getting Any... (2004)
- Simple Plan (2008)
- Get Your Heart On! (2011)
- Taking One for the Team (2016)